# Listă de jocuri browser pentru multiplayer
Aceasta este o listă de jocuri browser pentru multiplayer. Aceste jocuri sunt de obicei gratuite, având uneori câteva opțiuni suplimentare contra-cost. Vezi Listă de jocuri browser pentru jocurile pe browser pentru singleplayer.
| Nume                               | Dezvoltator                                            | Data apariției | Tip                          | Game flow      | Setări                               |
| ---------------------------------- | ------------------------------------------------------ | -------------- | ---------------------------- | -------------- | ------------------------------------ |
| 8Realms                            | Jagex                                                  | 2011           | strategie                    | Timp real      | Constructor de imperii               |
| Adventure Quest Worlds             | Artix Entertainment                                    | 2008           | MMORPG                       | Timp real      | RPG                                  |
| Blood Wars                         | BW Team                                                | 2006           | MMORPG                       | Timp real      | Lume post-apocaliptică               |
| afaceri Tycoon Online              | Dovogame LLC                                           | 2009           | MMORPG                       | Timp real      | fantezie/Simulator de afaceri        |
| Castle Marrach                     | Skotos                                                 | 2001           | role-playing                 | Timp real      | fantezie/storytelling                |
| Castle of Heroes                   | SNAIL Game                                             | 2009           | strategie                    | Timp real      | fantezie/Constructor de imperii      |
| Club Penguin                       | New Horizon Entertainment/Disney                       | 2005           | Social networking            | Timp real      | Antarctica                           |
| Cyber Nations                      | Kevin Marks                                            | 2006           | strategie                    | Pe ture        | Contemporan/Constructor de țări      |
| Dead Frontier                      | Neil Yates                                             | 2008           | MMORPG, Third-person shooter | Timp real      | Lume post-apocaliptică               |
| Domain of Heroes                   | Tandem Games                                           | 2008           | MMORPG                       | Text-based RPG | fantezie                             |
| Doomlord                           | Beholder Kft                                           | 2008           | RPG                          | Timp real      | fantezie                             |
| Realm of the Mad God               | Wildshadow                                             | 2010           | MMORPG                       | Timp real      | fantezie                             |
| Earth Eternal                      | Sparkplay Media                                        | 2009           | MMORPG                       | Timp real      | fantezie                             |
| Echo Bazaar!                       | Failbetter Games                                       | 2009           | RPG                          | Pe ture        | Gothic fantezie/Steampunk            |
| Empire & State                     | Novel, Inc.                                            | 2011           | MMORPG                       | Timp real      | Science Fiction                      |
| eRepublik                          | eRepublik Labs                                         | 2008           | strategie                    | Timp real      | Contemporan/Constructor de țări      |
| Evony                              | Evony                                                  | 2009           | strategie                    | Timp real      | fantezie/Constructor de imperii      |
| Forumwarz                          | Crotch Zombie Productions                              | 2008           | strategie                    | Pe ture        | Contemporan/Internet forum           |
| Freeciv.net                        | The Freeciv Project                                    | 2010           | strategie                    | Pe ture        | Constructor de imperii               |
| FusionFall                         | Cartoon Network/Grigon Entertainment                   | 2009           | MMORPG                       | Timp real      | Science fiction                      |
| Grendel's Cave                     | Grendel Enterprises, L.L.C.                            | 1998           | Adventure                    | Timp real      | literar (Beowulf)                    |
| Habbo Hotel                        | Sulake Inc.                                            | 2000           | Social networking            | Timp real      | Contemporan/adolescenți              |
| Hattrick                           | ExtraLives                                             | 1997           | strategie                    | Timp real      | Contemporan/echipă de fotbal         |
| Heroes Of Might and Magic Kingdoms | Ubisoft                                                | 2010           | strategie                    | Timp real      | Constructor de imperii               |
| Ikariam                            | Gameforge                                              | 2007           | strategie                    | Timp real      | Grecia Antică/Constructor de imperii |
| Illyriad                           | Illyriad Games Ltd                                     | 2011           | strategie                    | Timp real      | fantezie/Constructor de imperii      |
| kdice                              | Ryan Dewsbury                                          | 2006           | strategie                    | Pe ture        | Joc de război abstract               |
| Kingdom of Loathing                | Asymmetric Publications                                | 2003           | role-playing                 | Pe ture        | fantezie/umoristic                   |
| Legends of Zork                    | Jolt Online Gaming                                     | 2009-2011      | role-playing                 | Pe ture        | fantezie/umoristic                   |
| Little Space Heroes                | Bubble Gum Interactive                                 | 2011           | MMORPG                       | Timp real      | copii                                |
| Lord of Ultima                     | Electronic Arts                                        | 2010           | strategie                    | Timp real      | fantezie                             |
| Minecraft                          | Markus Persson                                         | 2009           | Sandbox                      | Timp real      | Open world                           |
| Miniconomy                         | Trade Games International BV                           | 2002           | strategie                    | Timp real      | Contemporan/Constructor de țări      |
| Monopoly City Streets              | Tribal DDB, Hasbro                                     | 2009           | strategie                    | Timp real      | joc de table                         |
| Nadirim                            | Twisted Tribe                                          | 2011           | MMORPG                       | Pe ture        | fantezie arabă                       |
| NationStates                       | Max Barry                                              | 2002           | strategie                    | Timp real      | Contemporan/Constructor de țări      |
| Neopets                            | Viacom                                                 | 1999           | strategie, Simulation        | Timp real      | animal de companie virtual           |
| Nile Online                        | Tilted Mill Entertainment                              | 2008           | strategie                    | Timp real      | Ancient Egypt/Constructor de imperii |
| NukeZone                           | Stefan Karlstrom                                       | 2001           | strategie                    | Pe ture        | Contemporan/război                   |
| OGame                              | Gameforge AG                                           | 2002           | strategie                    | Timp real      | Science fiction                      |
| Pardus                             | Bayer&Szell OEG                                        | 2004           | strategie                    | Pe ture        | Science fiction                      |
| Pirate Galaxy                      | Splitscreen Studios                                    | 2000           | role-playing                 | Timp real      | Science fiction                      |
| Planetarion                        | FUBRA                                                  | 2000           | strategie                    | Pe ture        | Science fiction                      |
| Quake Live                         | id Software                                            | 2009           | First-person shooter         | Timp real      | Science fiction                      |
| Quick Hit Football                 | Play Hard Sports                                       | 2009           | Sports game                  |                | Sports/American football             |
| RaceConflicts                      | Raceconflicts                                          | 2004           | MMORPG                       | Pe ture        | fantezie                             |
| RuneScape                          | Jagex                                                  | 2001           | MMORPG                       | Timp real      | fantezie                             |
| DragonSpires                       | Doompuppet                                             | 2006           | role-playing                 | Pe ture        | fantezie                             |
| Sentou Gakuen                      | PST Team                                               | 2012           | MMORPG, Visual Novel         | Timp real      | School Life                          |
| Tanki Online                       | AlternativaPlatform                                    | 2009           | 3D MMO-Shooter               | Timp real      | Lume post-apocaliptică               |
| Terra Est Quaestuosa               | Schoot Digital Productions                             | 1998           | strategie                    | Pe ture        | Contemporan/Constructor de țări      |
| Terra Militaris                    | SNAIL Game                                             | 2010           | strategie                    | Timp real      | Historical/Constructor de imperii    |
| ThreeChess                         | RS Consult BG Ltd.                                     | 2010           | strategie                    | Pe ture        | Chess variant                        |
| Trade Wars                         | Sylien Games                                           | 2007           | Space trade and combat       | Timp real      | fantezie                             |
| Transformice                       | Tigrounette, Melibellule                               | 2010           | Platform game                | Timp real      | MMOG                                 |
| Travian                            | Travian Games                                          | 2004           | strategie                    | Timp real      | Antiquity/Constructor de imperii     |
| Twilight Heroes                    | Quirkz Media                                           | 2007           | role-playing                 | Pe ture        | Contemporan/superheroes              |
| Urban Dead                         | Kevan Davis                                            | 2005           | MMORPG                       | Pe ture        | Contemporan/zombies                  |
| Urban Rivals                       | Boostr                                                 | 2006           | Collectible card game        | Pe ture        | Board game                           |
| Tribal wars                        | Inno Games                                             | 2003           | strategie                    | Timp real      | Constructor de imperii               |
| Virtonomics                        | Gamerflot Ltd.                                         | 2009           | afaceri game                 | Pe ture        | Modern/afaceri                       |
| War of Legends                     | Jagex                                                  | 2010           | strategie                    | Timp real      | fantezie chineză                     |
| X-Wars                             | Sebastian Lagemann, Nils Mitoussis, Mediatainment GmbH | 2002           | strategie                    | Timp real      | Science fiction                      |
| Mediaevalia                        | Mediaeval Games                                        | 2012           | Joc RPG                      | RPG            | Lume medievala                       |
| Regii Apusului                     | Medieval Games                                         | 2022           | Joc online medieval          | Multiplayer    | Lume medievala                       |